# 阿拉伯裔義大利人
阿拉伯裔義大利人，是指來自阿拉伯世界的義大利人，特别是埃及、摩洛哥、突尼西亞、黎巴嫩、叙利亞、利比亞、巴勒斯坦和伊拉克，少数來自阿爾及利亞、约旦、蘇丹。他們多数是阿拉伯之春（特别是利比亞内戰和叙利亞内戰）之後的避難者，很多人是非法移民，一些人留下來多数移民法国、德国、瑞典。
1. ↑  Dati ISTAT 2016, counting only immigrants from the Arab world. . tuttitalia.it.   [2017-06-23]. （原始内容存档于2021-02-25）.